# نانسي (مغنية)
نانسي جويل ماكدوني (بالإنجليزية: Nancy Jewel McDonie)‏ والمعروفة مهنيًا باسم نانسي ، هي مغنية وممثلة ومضيفة أمريكية-كورية جنوبية، ولدت 13 أبريل 2000 في دايغو، هي عضوة سابقة في فرقة الفتيات مومولاند، والتي تم تشكيلها في 10 نوفمبر 2016 من خلال برنامج الإقصاء Finding Momoland.

## النشأة والتعليم
ولدت نانسي في 13 أبريل 2000 في دايجو، كوريا الجنوبية لأم كوريا مولودة في امريكا وأب أمريكي من أصل أيرلندي، قضت معظم حياتها في أوهايو، الولايات المتحدة الأمريكية. نانسي لديها أخت أكبر تدعى بريندا لي ماكدوني وهي عازفة تشيلو ولدت عام 1998.
تخرجت من مدرسة هانليم للفنون المتعددة بتاريخ 9 فبراير 2018، حيث كانت طالبة في قسم الموسيقى.

## الحياة الشخصية
عاشت نانسي في الولايات المتحدة منذ حوالي 6 سنوات. في مقابلة حول اختلاطها بثقافتين مختلفتين، قالت نانسي: «لقد أخبرني والدي دائمًا أن هناك ثقافتين انا امتنى إليها منذ أن كنت طفلة.»
عندما سئلت عما إذا كانت خائفة أو لم تكن على دراية بالثقافة الكورية عندما انتقلت إلى كوريا الجنوبية، قالت: «قبل أن أنتقل إلى كوريا الجنوبية، ظلت والدتي تخبرني أن المدارس الكورية والأمريكية مختلفة حقًا.» وأضافت: «بعد أن انتقلت إلى مدرسة كورية، لم أستطع التحدث باللغة الكورية جيدًا، لكن الأمر لم يكن صعبًا لأن أصدقائي ساعدوني».

## مسيرتها الفنية

### قبل الترسيم
شاركت في اختبار برنامج كوريا غوت تالنت كجزء من فرقة هيب هوب تدعى "Cutie Pies" في عام 2011، وصلت الفرقة إلى الدور نصف النهائي. كانت متدربة سابقة في نيغا نتوورك.
ظهرت في العديد من البرامج التلفزيونية في سن المراهقة، مثل The Unlimited Show، كما ظهرت في برنامج Mak Ee Rae Show: Just Do It Expedition في عام 2012 حيث زارت الفلبين وسايبان، إلى جانب الممثلة الكورية الجنوبية كيم يو جونغ.

### 2016:Finding Momoland, الترسيم مع مومولاند و Sunny Girls
في عام 2016، أصبحت نانسي متسابقة في برنامج على Finding Momoland الذي بث على قناة إمنت، وهو برنامج لاختيار أعضاء لفرقة الفتيات الجديدة مومولاند التابعة لـ ملد إنترتينمنت. أنهت نانسي المنافسة في المركز الثاني، وظهرت لأول مرة مع الفرقة في 10 نوفمبر 2016 مع الألبوم المصغر ويلكم تو مومولاند. قامت مومولاند بأداء مباشر الأولى لهم على مسرح إم كاونت داون.
في 19 نوفمبر، أُعلن أنها ستنضم إلى فرقة الفتيات مشروع إنكيغايو ساني غيرلز.

### 2017–حتى الآن: أنشطة التمثيل والنجاح مع مومولاند
في عام 2017، ظهرت نانسي كضيفة في المسلسل التلفزيوني على قناة تي في إن الكاذب وحبيبته.
في أبريل 2017، أصدرت فرقة مومولاند الأغنية المنفردة "Wonderful Love"، في 22 أغسطس 2017، صدر الألبوم المصغر الثاني لمومولاند Freeze! صدر، في نفس العام مثلت نانسي في الدور الرئيسي في مسلسل ويب درامي على نافير تي في Some Light.
في عام 2018، ظهرت نانسي كضيفة في مسلسل داي جانغ جيوم يشاهد على قناة إم بي سي.
في 3 يناير 2018، أصدرت فرقة مومولاند ألبومهم المصغر الثالث، غريت! مع الأغنية المنفردة الرئيسية «بووم بووم»، حققت الأغنية المنفردة الرئيسية «بووم بووم» نجاحًا تجاريًا، وصلت في المرتبة الثانية على مخطط غاون الرقمي، في 26 يونيو 2018، أصدرت مومولاند ألبومهم المصغر الرابع فان تو ذا وورلد ، مع الأغنية المنفردة الرئيسية «بام»، كانت الأغنية الرئيسية هي الأغنية الخامسة عشر الأكثر مبيعًا في يوليو 2018 على مخطط غاون للموسيقى.
في 4 أكتوبر 2019، أعلنت شركة Dreamscape Entertainment ، وهي شركة إنتاج المسلسل، أن نانسي ستلعب دور البطولة في مسلسل درامي فلبيني جديد قادم بعنوان مشروع توأم الروح ، ويتكون من 13 حلقة، وكشفت نانسي أن شخصيتها بالمسلسل تدعى (بينا) وهي «أمريكية كورية تعيش في الفلبين». وكشفت نانسي أيضًا أن معظم التصوير سيكون في موطنها كوريا الجنوبية. الدراما كان من المقرر أن تبث في الأصل في عام 2020 على قناة أي بي إس-سي بي إن. ، ولكن تم تأجيل البث لاحقًا بسبب جائحة فيروس كورونا و وقضية جدل قناة أي بي إس-سي بي إن.
في 27 يناير 2023 ، تم الإعلان عن مغادرة نانسي وأعضاء مومولاند شركة MLD بعد انتهاء عقدهم.  أعلن مومولاند رسميًا تفككهم في 14 فبراير. في 4 مارس ، أعلنت نانسي أنها وقعت عقدًا مع Aria Diamond ، وهي شركة مواهب تم إنشاؤها حديثًا تابعة لـ Aria Group.

## مشاريع أخرى

### إعلانات
في يناير 2020، تم اختيار نانسي كعارضة جديد للعلامة التجارية الشهيرة للعناية بالبشرة "Some By Mi" ، قال ممثل من "Some By Mi" أنهم اختاروا نانسي لأن «صورتها الصحية والنقية تتلاءم بشكل جيد مع الاتجاه التي نتبعه من منتجاتنا للعناية بالبشرة الطبيعية والنظيفة».

## أعمال تلفزيونية

### برامج تلفزيونية
| السنة     | القناة            | العمل                                                  | ملاحظة            |
| --------- | ----------------- | ------------------------------------------------------ | ----------------- |
| 2010      | نظام البث التربوي | Hangul Train Chipo                                     | كطفلة             |
| 2010      | كي بي إس 2        | Hello Counselor                                        | الموسم 1          |
| 2011      | تي في إن          | Korea's Got Talent                                     | متسابقة           |
| 2011–2013 | توونفيرز          | The Unlimited Show                                     | الموسم 2-5        |
| 2012      | توونفيرز          | Mak Ee Rae Show: Just Do It Expedition                 | جزء من طاقم العمل |
| 2014      | توونفيرز          | Olala School 2                                         | جزء من طاقم العمل |
| 2016      | إمنت              | Finding Momoland                                       | متسابقة           |
| 2017      | كي-ستار           | I Am the Actor                                         | جزء من طاقم العمل |
| 2017      |                   | Idol Acting Competition                                | جزء من طاقم العمل |
| 2017–2018 | أريرانغ تي في     | Pops in Seoul                                          | مقدمة             |
| 2018      | إم بي سي          | Momoland's Saipan Land                                 | جزء من طاقم العمل |
| 2018      | إم بي سي          | 2018 Idol Star Athletics Championships Chuseok Special | جزء من طاقم العمل |
| 2019      | إم بي سي          | 2019 Idol Star Athletics Championships Chuseok Special | جزء من طاقم العمل |
| 2020      | إم بي سي          | 2020 Idol Star Athletics Championships                 | جزء من طاقم العمل |

### الدراما التلفزيونية
| السنة | القناة         | العمل               | الدور | ملاحظة        | مراجع.        |
| ----- | -------------- | ------------------- | ----- | ------------- | ------------- |
| 2017  | تي في إن       | الكاذب وحبيبته      | نفسها | ظهور كضيفة    | [ 36 ]        |
| 2018  | إم بي سي       | داي جانغ جيوم يشاهد | نفسها | ظهور كضيفة    | [ 37 ]        |
| 2021  | قناة كاباميليا | مشروع توأم الروح    | بينا  | الدور الرئيسي | [ 39 ] [ 40 ] |

### دراما ويب
| السنة | القناة      | العمل     | الدور   | مراجع. |
| ----- | ----------- | --------- | ------- | ------ |
| 2017  | نافير تي في | بعض الضوء | الرئيسي | [ 41 ] |

## روابط خارجية
- نانسي على موقع ميوزك برينز (الإنجليزية)